# Johannes Mathesius der Jüngere
Johannes Mathesius der Jüngere (* 25. August 1544 in Sankt Joachimsthal; † Januar 1607 in Danzig) war ein deutscher Mediziner.

## Leben
Geboren als Sohn des Johannes Mathesius und dessen Frau Sybille geb. Richter, erfuhr er in seiner Heimatstadt an der dortigen Schule eine gediegene Bildung. Sein Vater riet ihm, ein Schulamt anzustreben, so dass er sich am 26. März 1551 an der Universität Wittenberg immatrikulierte. Nach einem Fieberanfall besuchte er in Nürnberg seinen Oheim Johannes Praetorius, wo er auf Wunsch seines Vaters einige Zeit zubringen sollte, um die Sitten der Menschen in der berühmten Stadt kennenzulernen.
Über Torgau kehrte er nach Wittenberg zurück, wo er am 24. Februar 1564 den akademischen Grad eines Magisters erwarb. Nach dem Tod seines Vaters begab er sich im Wintersemester 1567 an die Universität Leipzig, gab dort „das prächtige Leben Jesu“ seines Vaters heraus und unternahm eine Reise nach Italien, um sich medizinischen Studien zu widmen. In Italien promovierte er an der Universität Bologna zum Doktor der Medizin, reiste 1574 nach Frankreich und wurde am 3. August 1575 vom sächsischen Kurfürsten August von Sachsen als Professor der Medizin an die Universität Wittenberg berufen.
Nachdem er aus Bologna kommend in Wittenberg eingetroffen war, fand er am 2. April 1576 Aufnahme an der medizinischen Fakultät als dritter Professor. Der junge Professor wurde als gelehrt angesehen und galt als guter Anatom. Daraufhin übertrug man ihm im Wintersemester 1578 das Rektorat der Universität. Nachdem er am 16. Februar 1580 Barbara, die Tochter des verstorbenen Medizinprofessors Caspar Naeve (Nefe, Naevius) (1514–1579) aus Leipzig geheiratet hatte, wirkten sich die theologischen Auseinandersetzungen der damaligen Zeit auf sein Lehramt aus. Da er sich weigerte, die Konkordienformel zu unterschreiben, wurde er entlassen und musste Kursachsen verlassen. Er ging als Leibarzt von Herzog Barnim X. von Pommern nach Rügenwalde, wurde 1584 in Danzig Stadtphysikus und Professor der Medizin am dortigen Gymnasium, welche Stelle er bis zu seinem Lebensende bekleidete und an welchen Ort er am 14. Januar 1607 beigesetzt wurde.

## Werke
- Oratio De admirabili auditus instrumenti fabrica & structura. Wittenberg 1577. (VD 16 Nr. M 1529)
- Kurtz und einfältiges Regiment und Verordnung, deren sich in vorstehender Sterbens Gefahr jeder zu gebrauchen habe. Danzig 1588.
- Historia unseres lieben Hernn und Heyland Jesu Christi. Nürnberg 1568.
- Von der Pestilenz. Hamburg 1597.